# Vöcklabruck (distrito)
| Distrito de Vöcklabruck                                          |                                           |
| Estado                                                           | Alta Áustria                              |
| Capital                                                          | Vöcklabruck                               |
| Área                                                             | 1 084,26 km²                              |
| População                                                        | 129 943 habitantes (1 de janeiro de 2010) |
| Densidade                                                        | 120 hab./km²                              |
| Website                                                          | Site oficial                              |
| Localização de Distrito de Vöcklabruck no estado de Alta Áustria |                                           |
|                                                                  |                                           |

Vöcklabruck é um distrito da Áustria localizado no estado da Alta Áustria.

## Cidades e municípios
Vöcklabruck possui 52 municípios, sendo três com estatuto de cidade (Stadtgemeinde) e 13 com estatuto de mercado (Marktgemeinde):

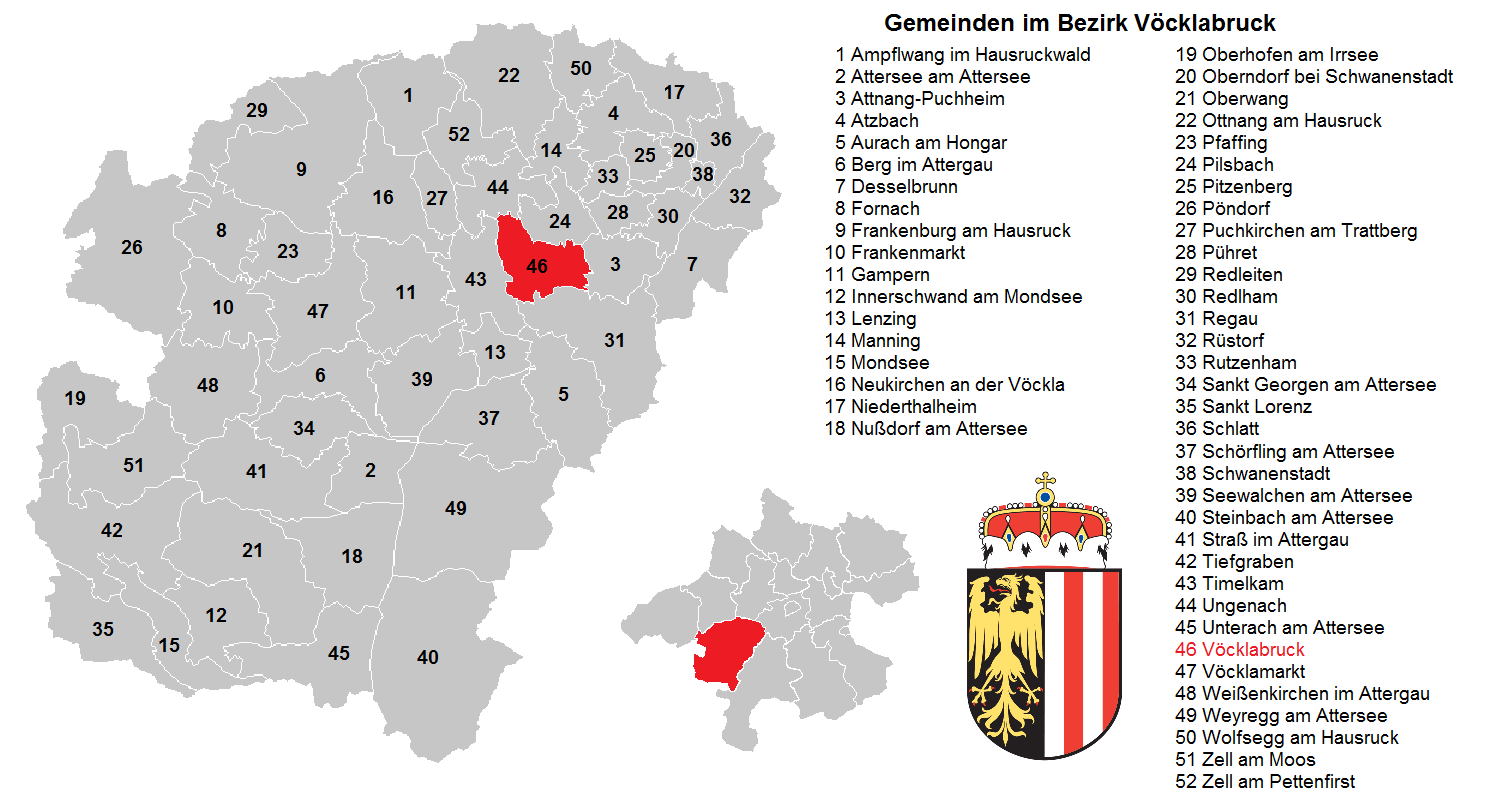
Cidades e municípios do Distrito de Vöcklabruck

| Cidades: - Vöcklabruck - Attnang-Puchheim - Schwanenstadt Mercados: - Ampflwang im Hausruckwald - Frankenburg am Hausruck - Frankenmarkt - Lenzing - Mondsee - Ottnang am Hausruck - Regau - Schörfling am Attersee - Seewalchen am Attersee - Sankt Georgen im Attergau - Timelkam - Vöcklamarkt - Wolfsegg am Hausruck | Municípios: - Attersee am Attersee - Atzbach - Aurach am Hongar - Berg im Attergau - Desselbrunn - Fornach - Gampern - Innerschwand am Mondsee - Manning - Neukirchen an der Vöckla - Niederthalheim - Nußdorf am Attersee - Oberhofen am Irrsee - Oberndorf bei Schwanenstadt - Oberwang - Pfaffing - Pilsbach - Pitzenberg - Pöndorf - Puchkirchen am Trattberg - Pühret - Redleiten - Redlham - Rüstorf - Rutzenham - Schlatt - Sankt Lorenz - Steinbach am Attersee - Straß im Attergau - Tiefgraben - Ungenach - Unterach am Attersee - Weißenkirchen im Attergau - Weyregg am Attersee - Zell am Moos - Zell am Pettenfirst |